# Fortezza di Golubac
La fortezza di Golubac (Голубачка тврђава oppure Golubačkа tvrdjava in Lingua serba e Galambóc vára in Lingua ungherese) è una fortezza medievale edificata nell'attuale Serbia, sulla riva destra del Danubio, sul confine tra Serbia e Romania, a quattro chilometri di distanza dalla città di Golubac, in Serbia.

## Struttura
L'attuale fortezza di Golubac è stata in buona parte realizzata nel XIV secolo. Si compone di tre cinte murarie e dieci torrioni, per la maggior parte a sezione quadrangolare, successivamente rinforzati durante l'epoca delle armi da fuoco.

## Storia
La fortezza di Golubac ha avuto un passato tumultuoso ed è incerta l'attribuzione della sua costruzione. Durante i restauri tra il 2010 e il 2020 sono emersi sul sito i resti di un edificio bizantino antecedente alla fortezza. Alcune strutture in pietra e mattone sono simili a quelle che furono utilizzate successivamente negli hammam ottomani.
La fortezza medievale fu oggetto di contese tra il Regno d'Ungheria e l'Impero ottomano. A partire dal 1867 è divenuto possedimento della Serbia in pianta stabile.

## Galleria d'immagini

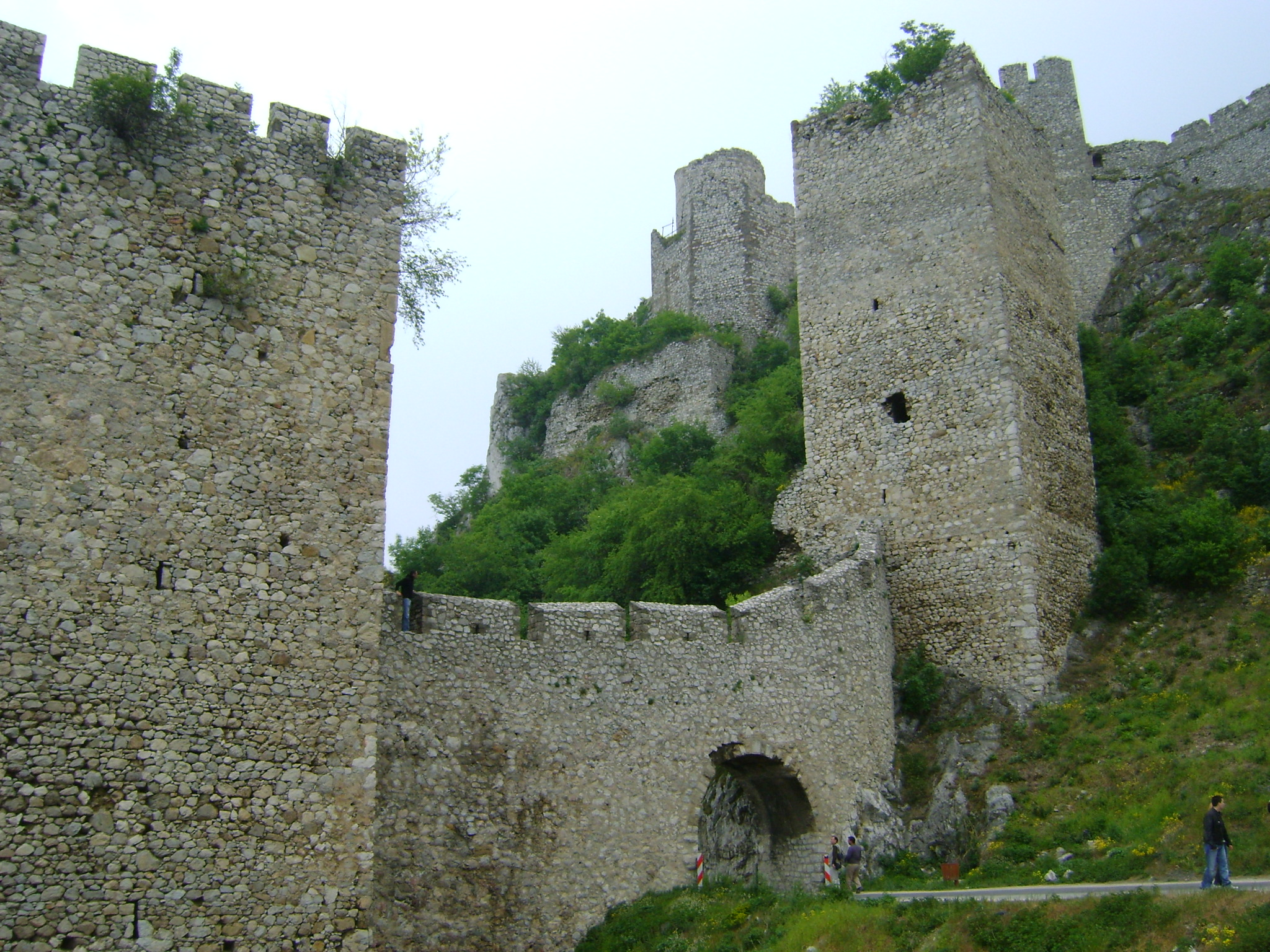
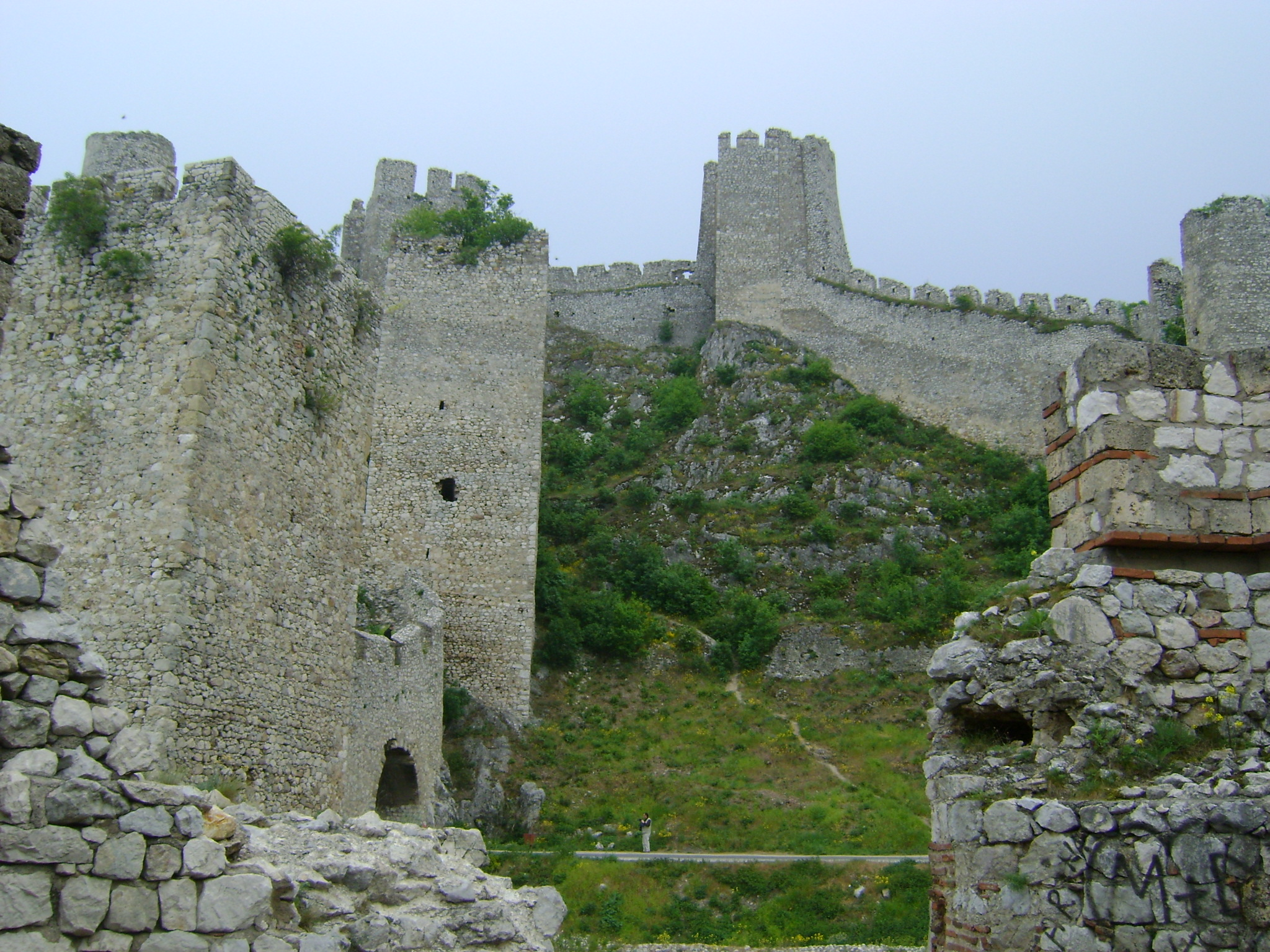
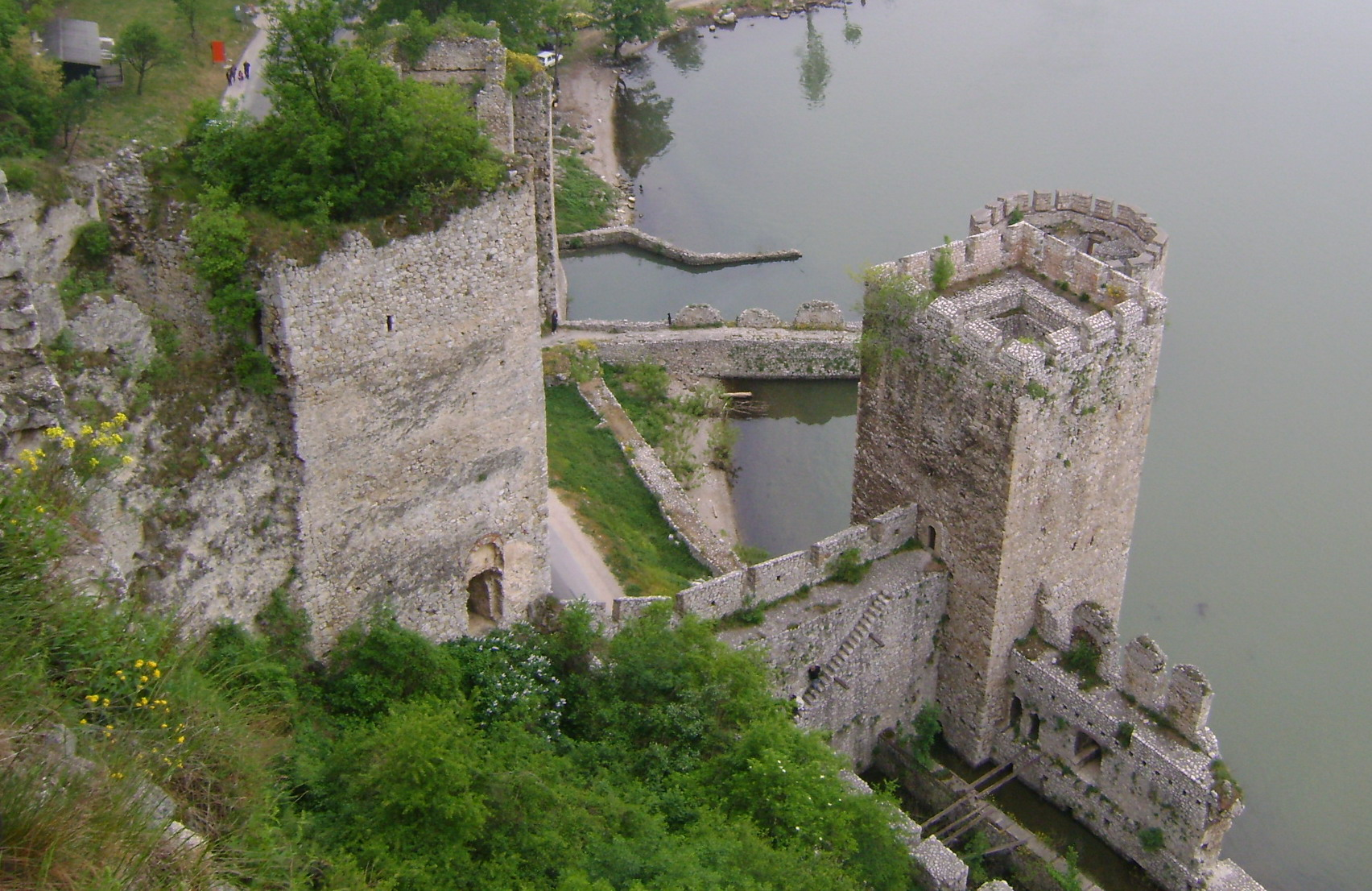
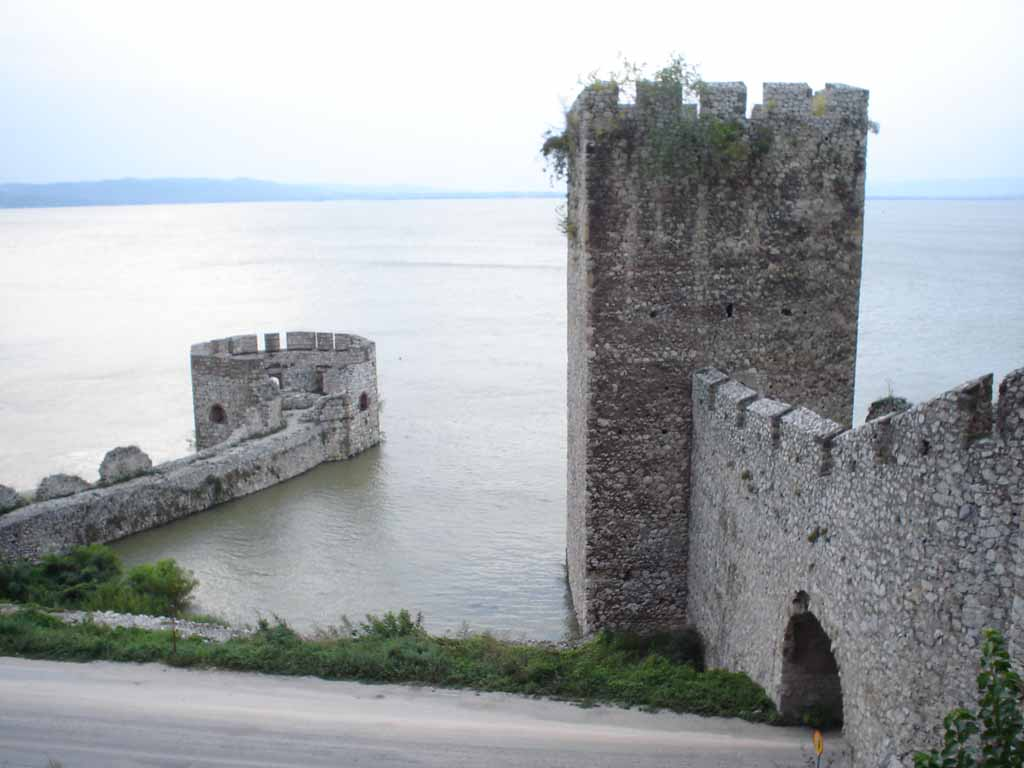
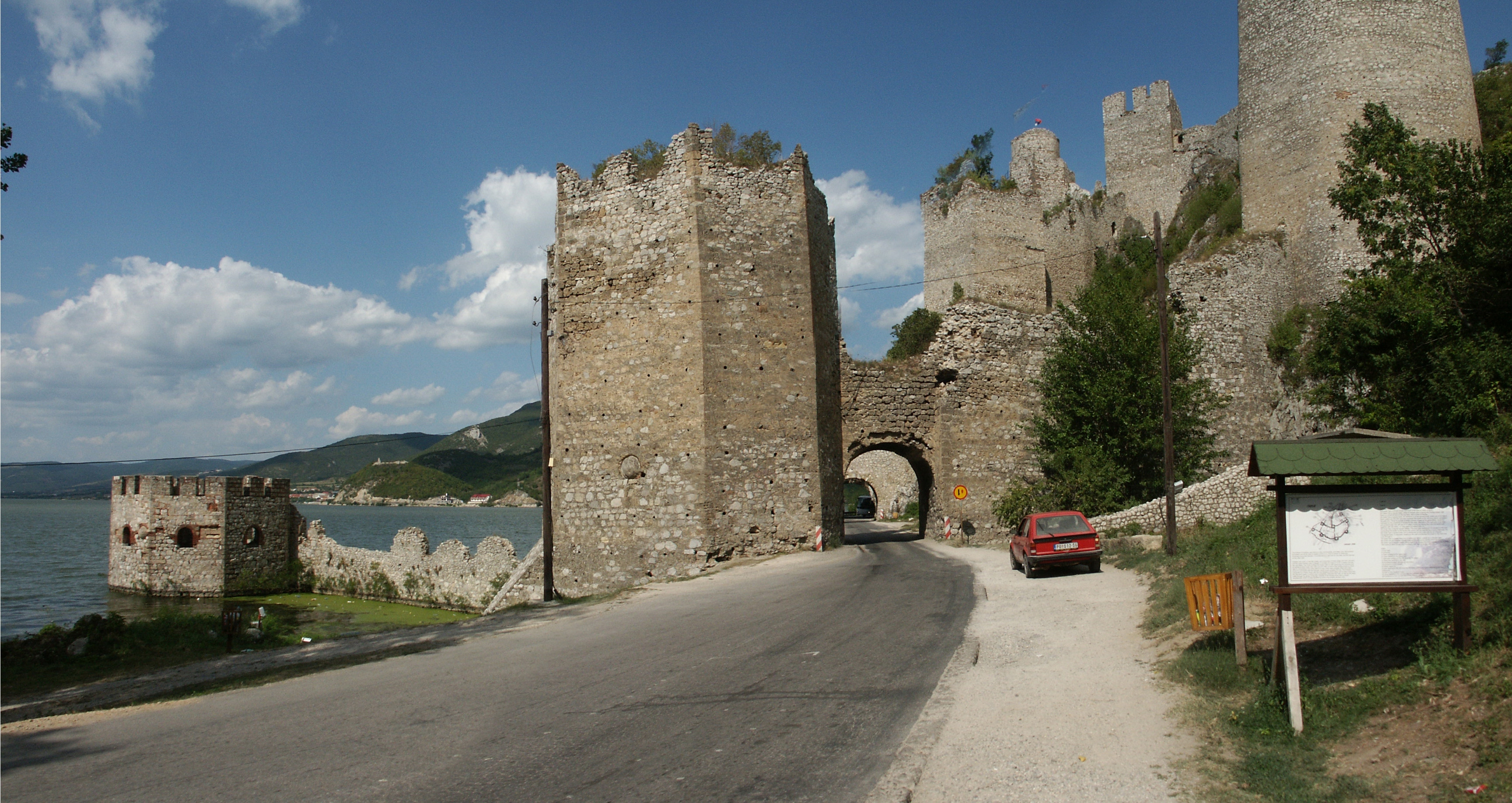
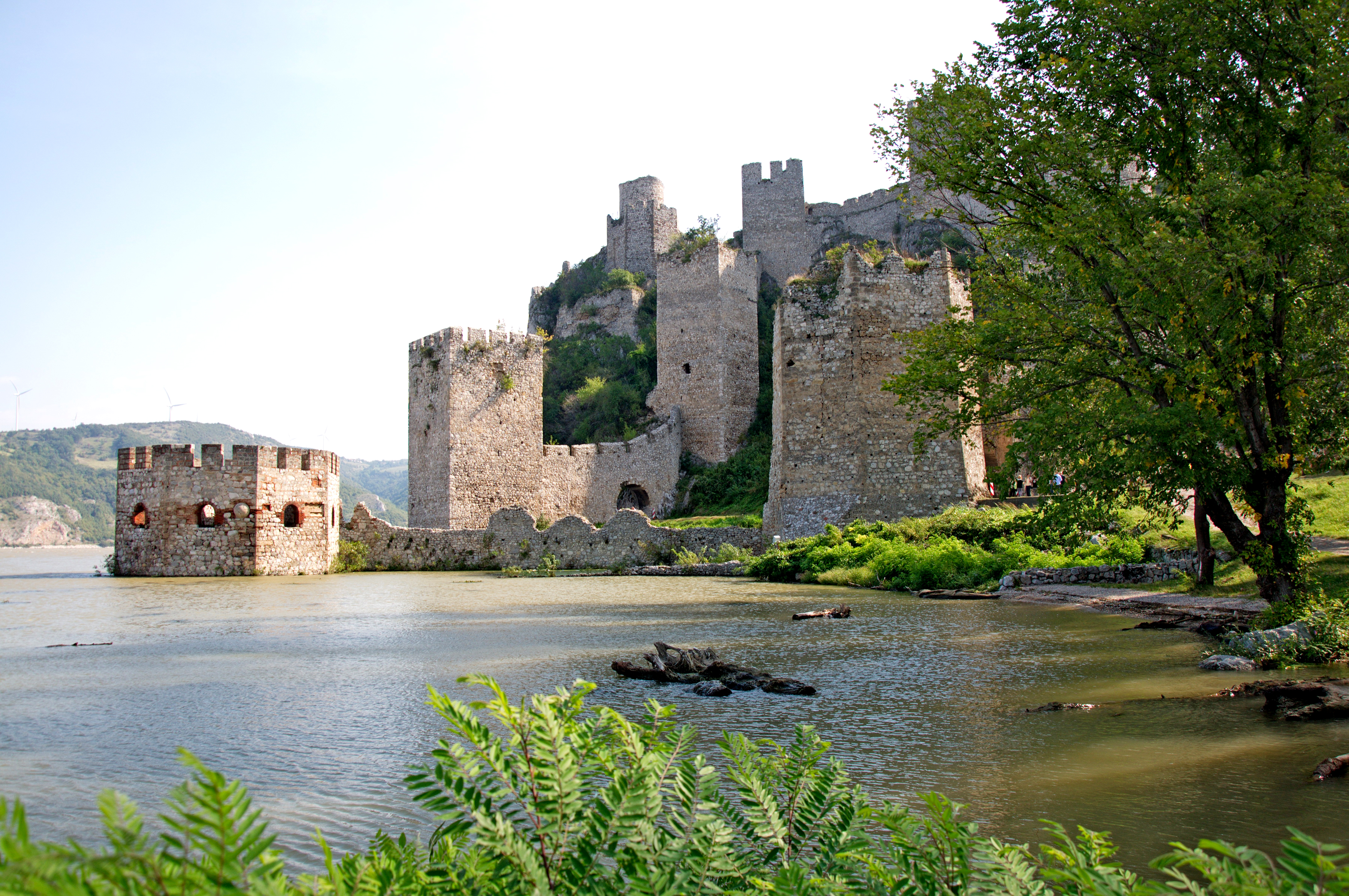